# Акцесорна слезина
Акцесорна слезина једна је од јако ретких аномалија слезине настала у ембрионалном развоју, мада може бити узрокована и повредом трбуха.

## Епидемиологија
Акцесорне слезине су откривене, као случајни налаз у 18% до 30% болесника којима је урађена спленектомија. Њихов број се креће од 1% до 5%, а може их бити и више. Учесталост јављања је на нивоу од 10% на 100 случајева.

## Етиологија
Акцесорна слезина је мала квржица слезиног ткива који се налази одвојено од главног дела слезине. То је аномалија која претежно настаје због развојних поремећаја у ембрионалном развоју фетуса.
Најчешћи узрок њиховог настанка је непотпуно спајање мезенхимских пупољака и траума, а може да се деси и да се акцесорна слезина преко слезинског лигамента одвуче до ектопичних локација. Акцесорна слезина се увек налази на левој страни трбуха услед ротације слезине током ембриогенеза. Ноовонастале локације на којима је аксесоарна слезина позиционирана обично су:
- хилусу слезине у 75% случајева
- око репа гуштераче у 20%,
- гастроспленични или лиеноренални лигаменти,
- зидови стомака или црева,
- оментума или мезентеријум,
- карлици и скротуму.

Морфолошки и функционално акцесорне слезине су сличне нормалној слезини од које добијају и васкуларизацију преко једне од грана слезинске артерије.

## Патоанатомија
Акцесорна слезина, једна или више, састоји се од инкапсулиране масе спленичког ткива, који се највероватније одвоји од главне слезине у току ембрионалног развоја. По подацима из литературе акцесорне слезине се појављују у ембриону у великом броју, али после рођења већи број њих ишчезава, изузев ако се задрже у случају обољења као што су конгенитални хемолитички иктерус или жутица, или тромбоцитопенична пурпура.
Акцесорна слезина се анатомски најчешће налази у хилусу слезине, спленичној петељци или репу гуштераче (панкреаса), гастроколичном лигаменту, мезентеријуму, зиду желуца или црева, гонадама на њиховом путу спуштања током развоја кроз трбух. Ретко се налазе изнад левог бубрега или у скротуму. Расељени фрагменти ткива акцесорне слезине могу се усадити и на добро васкуларизованим површинама у трбушној дупљи, или, ако је нарушена дијафрагмална баријера и у грудном кошу.
Величина акцесорне слезине, у пречнику, креће се од неколико милиметара до неколико сантиметара. Често се дешава да таква акцесорна слезина, не само да има своју сопствену (малу) артерију и вену, већ посебну петељку.
Микроскопски акцесорне слезине на први поглед изгледају слично као и слезина, мада их понекад лекари замене за увећане лимфне чворове или неопластичне промене у репу гуштераче (панкреаса), желудачно-цревном тракту, надбубрежној жлезди или гонадама.

## Клиничка слика
Акцесорна слезина је доброћудна и асимптоматска аномалија, па је њен значај углавном повезан са потребом да се разликују од злоћудније (малигније) патологије.
Код пацијената који су подвргнути спленектомији због аутоимуних поремећаја (најчешће имунске тромбоцитопеније  и аутоимуне хемолитичке анемије ), раст непрепознатих помоћних слезина је класичан узрок касног релапса. Стога, акцесорну слезину треба идентификовати пре операције да би се обезбедило њена уклањање.

## Дијагноза

### Радиолошке карактеристике
На радиолошким снимцима акцесорна слезина се манифестује у облику спленункула (чворића) који су неколико центиметара у пречнику, који су заобљени или јајолики.. Иако се већина чворића налази у близини слезине, они су идентификовани и на другим местима у трбушној дупљи укључујући:
- хилум слезине (најчешће),[25]
- гастроспленични лигамент,
- спленоренални лигамент
- реп панкреаса,
- већи оментум,
- мезентеријум танког црева,
- зид желуца или црева,
- скротум.

#### Компјутеризована томографија
На снимцима начињеним компјутеризованом томографијом чворићу мају густину и карактеристике  сличне остатку слезине . Мали спленункули (<1 цм) могу изгледати хиподенсно у поређењу са слезином, највероватније као артефакт делимичног волумена.
Обрнуто од овога је да ако се у хилуму слезине види маса која се не повећава на исти начин као суседна слезина, онда би требало да се посумња на алтернативне дијагнозе.

## Диференцијална дијагноза
Општа диференцијално дијагностичка разматрања укључују:
- перитонеалне метастазе,
- повећање лимфних чворова,
- рак репа панкреаса или метастазе у панкреасу,
- рецидив тумора бубрега након нефректомије,
- маса надбубрежне жлезде,
- неуроендокрини тумори панкреаса.[26]

Друга стања са абнормалном локацијом или морфологијом ткива слезине укључују:
- лобулације или пукотине: које представљају непотпуну, али делимичну фузију и веома су честе,[23]
- полиспленију (вишеструке слезине) које су често повезане са абнормалностима положајима органа,
- спленоза: наслаге ткива слезине након абдоминалне трауме или операције (нпр. спленектомије) које немају снабдевање артеријама слезине
- лутајућа слезина: слезина се налази у необичном положају унутар трбушне дупље.

## Терапија
Када се врши спленектомија (уклањање слезине) због хиперспленизма, морају се уклонити и све акцесорне слезине јер у каснијем период могу бити узрок рецидива или перзистирања примарног обољења слезине.
Спленоза је стање у коме се жаришта ткива слезине подвргавају аутотрансплантацији, најчешће после физичке трауме или спленектомије. Изложени фрагменти ткива могу се имплантирати на добро васкуларизоване површине у трбушној шупљини, или, ако је дијафрагматична баријера оштећена, у грудном кошу.
Познавање варијационе анатомије слезине је од основног значаја за хирурге који изводе хируршке операције које су везан за слезину, а посебно оне током рутинских кадаверичких стања.